# 최진기
최진기는 대한민국의 방송인, 강사이다. 1967년생이다.

## 생애
수능 사회탐구영역 강사로 활동하였으며 오마이스쿨에서 경제, 사회 등의 강의를 하였다. 학원 강의 시에는 CJ라는 수강기호로 활동하였으며, 이투스교육㈜에서 사회 강사로 재직하다가 2017년 4월 12일 은퇴선언하였다. 학원 강의 외에도 TV 방송이나 인터넷 방송 등에 출연하여 학습법, 경제 등에 대한 방송을 진행하기도 한다.

## 논란

### 이명박 정부 비판
최진기는 강의 중에 대한민국의 제17대 대통령 정부인 이명박 정부를 비판하여 주목을 받았다. 2008년 7월 학원 강의 중 '현 정부의 환율정책은 무엇이 문제인가' 라는 주제로 이명박 정부의 환율방어 정책의 문제점을 비판한 동영상이 인터넷에 게시되어 화제가 되었다. 광우병 관련 촛불시위가 있던 해에는 '광우병과 현대 사회'라는 논술 강의를 하면서 "광우병은 우리가 통제할 수 없는 위험이기 때문에 흡연보다도 사람들이 더욱 위험하게 느낀다"고 말하며, 수업시간에 '쥐박이'라는 용어를 자주 사용했으나 미네르바 구속 사건 뒤 '자체 검열'을 해 더는 쓰지 않는다고 언급했다.

### 마카오 원정 도박 논란
2012년 11월 서울지방경찰청 국제범죄수사대를 통해 중국 마카오를 방문하여 2009년 말부터 2012년 2월까지 동료학원 강사와 함께 30여 차례에 걸쳐 원정 도박을 한 사실이 발각되어 경찰에 입건되었다. 수사가 진행되기 전 디시인사이드 게시판에는 학원가에서 '타미'라는 수강기호를 사용하는 영어 강사 김정호가 강의 중 최진기와 도박한 사실을 자랑하였다는 게시글이 게시되었으나 삭제되었으며, 이 같은 소식을 접한 학부모들에 의해 수사가 접수된 것으로 알려졌다.
그러나 강사들이 30여차례 도박에 참여했음에도 한 번에 쓴 돈은 10만원~20만원의 비교적 소액으로 확인되어 경찰은 최씨와 이투스 학원 관계자 김씨는 검찰에 기소되었고, 수학강사 정승제를 포함한 4명은 불기소로 처리했다. 최진기 강사 관계자들은 사건에 대한 해명이나 사과는 하지 않았으며, 강의 연구실 홈페이지 CJ사탐 의 게시판에 최진기의 수업을 들은 학생이 도박 관련 게시글을 올렸으나 답변 후 삭제된 상태이다.
이후 최진기는 2013년 2월 5일부로 도박혐의에 대해 무혐의 
처리되었다.

## 학력
- 고려대학교 사회학 학사
- 한림대학교 사회학과 대학원 수료

## 경력
- 중앙대학교 행정대학원 외래 객원교수
- 2000년 ~ 2006년 : 청솔학원 사회탐구영역 강사
- 최진기경제연구소 대표
- 2003년 ~ 2006년 : 고려E&C '비타에듀' 사회탐구영역 강사
- 2006년 11월 30일 ~ : ㈜제이케이커머스 대표이사
- 2007년 ~ 2008년 12월 31일 메가스터디 사회탐구영역 강사
- 2008년 12월 ~ 2010년 10월 : 고려E&C '비타에듀' 사회탐구영역 강사
- 2010년 10월 ~ 2017년 4월 12일 : 이투스교육 '이투스' 사회탐구영역(일반사회/윤리) 강사
- 2015년 4월 ~ 2017년 4월 12일 : ㈜오마이스쿨 강사

## 저서
- 《최진기와 함께 읽는 21세기 자본》 휴먼큐브, 2016.
- 《최진기의 교실밖 인문학》 스마트북스, 2016.
- 《정의》 휴먼큐브, 2015.
- 《최진기의 지금당장 경제학》 스마트북스, 2015.
- 《철학의 바다에 빠져라》 스마트북스, 2015.
- 《최진기의 거의 모든 인문학 특강》 휴먼큐브, 2015.
- 《최진기의 끝내주는 전쟁사 특강 1》 휴먼큐브, 2014.
- 《최진기의 끝내주는 전쟁사 특강 2》 휴먼큐브, 2014.
- 《인문의 바다에 빠져라2 》 스마트북스, 2014. ISBN 9788996634294
- 《최진기의 글로벌 경제특강 : 살아 있는, 삶에 유용한 경제 이야기》 휴먼큐브, 2013. ISBN 8954621295
- 《동양고전의 바다에 빠져라》 스마트북스, 2013. ISBN 9788996634263
- 《인문의 바다에 빠져라》 스마트북스, 2012. ISBN 9788996634256
- 《일생에 한번은 체 게바라처럼》 교보문고, 2012. ISBN 8997235559
- 《최진기의 뒤죽박죽 경제상식》 스마트북스, 2012. ISBN 9788996634232
- 《경제기사의 바다에 빠져라》 스마트북스, 2011. ISBN 9788996634218
- 《지금 당장 경제 공부 시작하라》 한빛비즈, 2009. ISBN 9788996185543
- 《최진기의 생존경제》 북섬, 2009. ISBN 9788991481992
- 《경제상식 충전소》 한빛비즈, 2010. ISBN 9788994120058
- 《입학사정관 전략 매뉴얼》 써네스트, 2009. ISBN 9788991958340
- 《백치를 철학자로 만드는 Royal Road》 써네스트, 2007. ISBN 9788991958296
- 《SG 스타강사 비타에듀 수능기출분석》 현재와미래, 2010 ISBN 9788994152158
- 《SG 스타강사 비타에듀 수능기출분석》 현재와미래, 2010 ISBN 9788994152165
- 《SG 스타강사 비타에듀 경제 수능기출분석》 현재와미래, 2010 ISBN 9788994152172
- 《SG 스타강사 비타에듀 사회문화 수능기출분석》 현재와미래, 2010 ISBN 9788994152141
- 《이배속 파헤치기 사회문화》 새롬교육, 2010 ISBN 9788957287637

## 방송 출연

### 텔레비전
- tvN 《공부의 비법》
- JTBC 《썰전》 (2015년 6월~)
- OtvN 《어쩌다 어른》

### 인터넷 방송
- KBS 인터넷《최진기의 생존경제》 (2009년 4월 5일 ~ 2009년 10월 11일)
- SBS CNBC 인터넷《최진기의 경제톡톡》(2010년 10월 1일 ~ 2011년 2월 25일)
- 오마이뉴스 《최진기의 뉴스위크》 (2011년 4월~)